# Sarcophaga depressifrons
Sarcophaga depressifrons är en tvåvingeart som beskrevs av Zetterstedt 1845. Sarcophaga depressifrons ingår i släktet Sarcophaga och familjen köttflugor.
Artens utbredningsområde är Sverige. Arten är reproducerande i Sverige. Inga underarter finns listade i Catalogue of Life.